# Parlamento de Las Canoas
El Parlamento de Las Canoas fue una junta diplomática de la que emanó un tratado de paz entre las autoridades coloniales españolas de la Gobernación de Chile y los principales líderes del pueblo huilliche, de la etnia mapuche, de la zona que actualmente corresponde a la provincia de Osorno. La reunión se llevó a afecto el 8 de septiembre de 1793 a las orillas del río de Las Canoas (actualmente llamado río Rahue), en el valle e inmediaciones de los restos de la antigua ciudad de Osorno; antes de ser refundada.

## Antecedentes

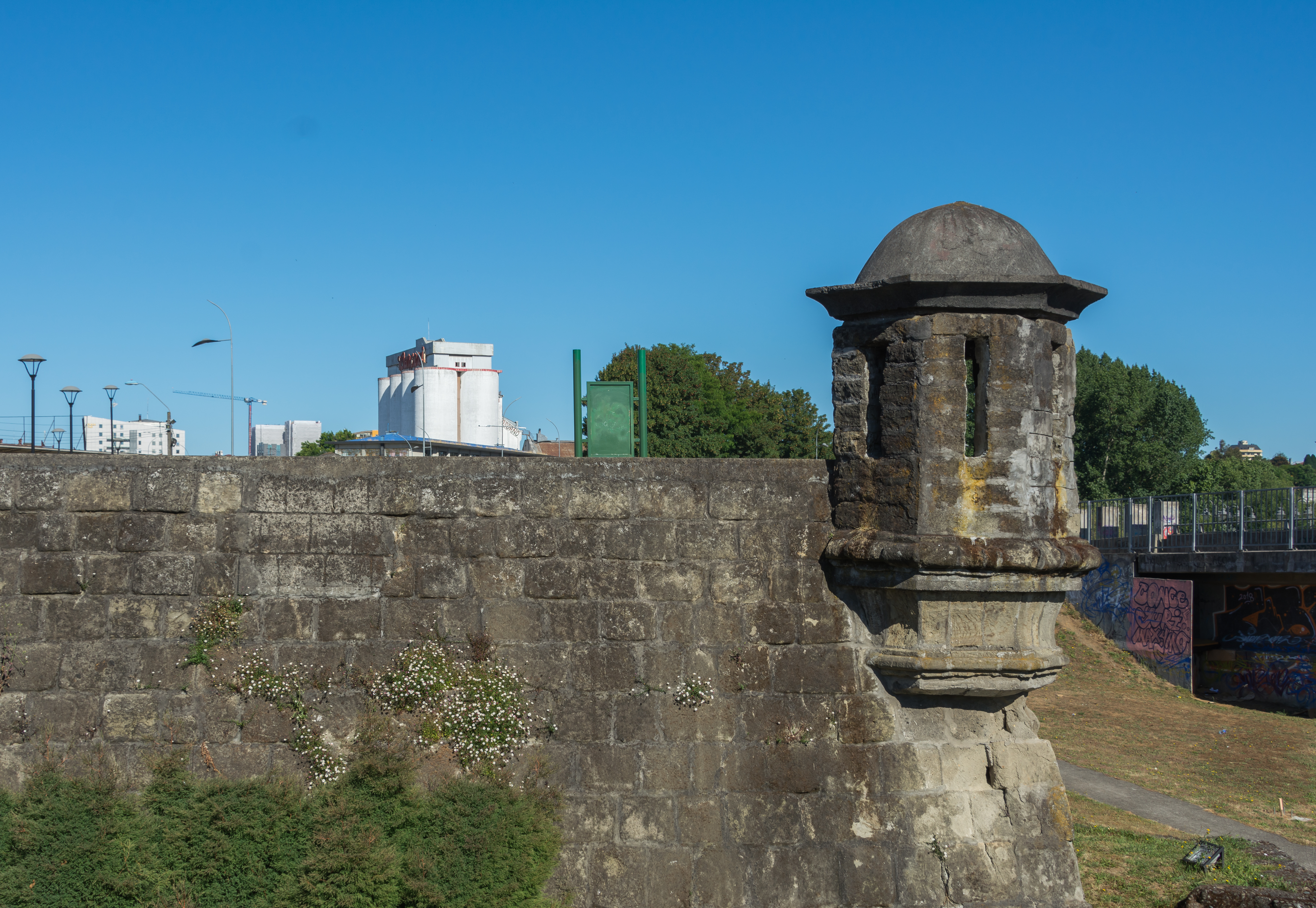
Fuerte Reina Luisa en Osorno, construido poco después del Parlamento de las Canoas

### Primera fundación de Osorno
La ciudad de Osorno fue fundada el 27 de marzo de 1558, en el marco de la primera etapa de conquista y expansión española en Chile. Durante sus primeros años de existencia se trató de la ciudad más austral de Chile, y a partir de 1567 actuó como enlace entre las ciudades de Valdivia (fundada en 1552) y Castro (fundada en 1567). Estas ciudades se caracterizaban por estar en territorios poblados por poblaciones huilliches, consideradas más pacíficas que las parcialidades mapuches ubicadas al norte del río Cautín.
En 1598 se da inicio a un gran levantamiento mapuche, al que se suman además las poblaciones huilliches y los puelches de la cordillera. Este levantamiento finalizó con la destrucción de todos los asentamientos españoles entre los ríos Biobío por el norte y Maullín por el sur, proceso que se extiende hasta mediados de 1604 cuando son abandonadadas las últimas fortificaciones.
En este contexto, la población sobreviviente de Osorno emigra a la provincia de Chiloé, asentandose principalmente en las villas de Carelmapu y Calbuco. Desde estos espacios se conserva la memoria de Osorno como un territorio rico para la agricultura, y al que ellos o sus descendientes debiesen tener prioridad para retornar en futuros planes de reconquista.

### Expansión española a los llanos de Osorno
En 1645 se funda nuevamente la ciudad de Valdivia como respuesta a la expedición neerlandesa de 1643. Si bien en un primer momento este asentamiento tiene las características de presidio y ciudad fortificada, desde mediados del siglo XVIII inicia un proceso de expansión agrícola en colaboración con parcialidades huilliches hasta la zona del río Bueno, territorio que se consideraba límite con la provincia de Chiloé.
En 1784 se designa a Francisco Hurtado del Pino como gobernador de Chiloé, y mediante instrucción real se ordenó tanto a él, como al Gobernador de Chile Ambrosio O'Higgins, la apertura del camino real hacia Valdivia desde el sur. Esto incitó a los huilliches de los Llanos de Osorno a aliarse con sus antiguos enemigos de los Llanos de Río Bueno y Lago Ranco, acordando acudir a Valdivia para solicitar la intervención de Gobernador de Valdivia, Mariano Pusterla; gobernador que quería continuar con la política de campaña misional, promoviendo el contacto pacífico con los indígenas y descartando la construcción de fuertes y la guerra abierta que propugnaba Francisco Hurtado.
Este hecho hizo que el pueblo huilliche y las autoridades coloniales españolas firmasen el Tratado de Paz de Río Bueno el 24 de febrero de 1789, a orillas del río Bueno, que establece, entre otros puntos, que las tropas españolas situadas en Chiloé no los invadieran y que, en su lugar, las autoridades coloniales de Valdivia los protegieran de las malocas de sus enemigos de Quilacahuín. Los indígenas ofrecen en ese momento por su parte facilitar la apertura del Camino Real a Chiloé y permitir a los españoles ocupar Osorno; a la firma del tratado acuden comisionados del gobernador de Valdivia y un alto número de caciques huilliches. Este tratado permitió el establecimiento de haciendas en los llanos al norte del río Bueno.

### Rebelión huilliche de 1792
De acuerdo a Diego Barros Arana, en 1792 un indígena huilliche de nombre Felipe difundió el rumor de una carta emitida por el gobernador de Valdivia, donde se declaraba el uso de la religión y las armas como una estrategia para esclavizar a los huilliches de los llanos. Esta inquietud, sumado a abusos cometidos por los españoles, además del avance de estos en la ocupación de tierras y formación de haciendas, provocó la reorganización de las distintas facciones huilliches. Así, se conformó una alianza entre los caciques Tangol -de río Bueno-, Queipul y Catrihuala, quienes inician la Rebelión huilliche de 1792, cuyo objetivo es destruir las haciendas, las misiones y asaltar Valdivia. Estos episodios de violencia se desarrollaron principalmente entre septiembre e inicios de octubre de 1792.
En reacción al levantamiento, el gobernador Ambrosio O'Higgins organiza una campaña militar encargada al capitán Tomás de Figueroa, quien entre octubre de 1792 y enero de 1793 realiza una serie de incursiones en los llanos, que incluyen la muerte del cacique Manquepán. En el marco de esta campaña, el 22 de noviembre Figueroa tiene acceso a las ruinas de la ciudad de Osorno destruida en 1604, causándole una profunda impresión.

## El Parlamento
Luego de la rebelión de 1792 y la represión española que le siguió, durante 1793 se realizan diversos acercamientos entre españoles e indígenas, lo que tuvo como resultado la organización de un parlamento el 8 de septiembre de 1793 en las ruinas de Osorno. Existieron otros parlamentos efectuados anteriormente con los cacicatos de Cudico, Dallipulli y Quilacahuín que, aunque contenían algunos acuerdos específicos, fueron considerados preparatorios de este Parlamento General de Las Canoas por las autoridades coloniales de Valdivia, de modo que también asistieron los caciques de estas juntas precedentes. 
En el Tratado de Paz de las Canoas se adoptaron, fundamentalmente, los siguientes acuerdos entre los caciques huilliches y las autoridades españolas:
1. Cesión a la autoridad española del espacio territorial comprendido desde la confluencia de los ríos Rahue (llamado entonces de Las Canoas) y río Damas hasta la cordillera andina para la refundación de Osorno y el asentamiento de colonos españoles.
2. Sujeción política y judicial de los cacicatos mapuche-huilliche a la autoridad colonial española y colaboración armada ante cualquier amenaza de los enemigos de la corona y en requerimientos de necesidades de subsistencia de los militares y colonos españoles destinados.
3. Integración como fieles católicos mediante la aceptación del establecimiento de misiones, obediencia a los misioneros y cumplimiento de los sacramentos de bautismo y matrimonio, así como de la instrucción cristiana.

Como símbolo de paz y amistad, las autoridades españolas y huilliches enterraron en el lugar del parlamento un fusil, una lanza, una macana, bastones del rey, una bandera y un laurel de la paz.
Este parlamento ocurre pocos meses después del Parlamento de Negrete, organizado para estrechar vínculos entre españoles y mapuches en la frontera del río Biobío.

## Consecuencias
Desde el punto de vista hispano, el tratado de las Canoas permitió abrir la "frontera de arriba" cerrada desde la destrucción de las ciudades del periodo 1598-1604. En ese sentido, se logró articular las provincias de Valdivia y Chiloé, así como refundar la antigua ciudad de Osorno.
En términos institucionales, los cacicatos huilliche fueron incorporados a la sujeción de la Corona española, manteniendo la estructura tradicional del cacicato, a través del cual las autoridades coloniales ejercerían la dominación política. Se trata de un régimen corporativo en cuanto mantiene los cacicatos huilliche como medios para el ejercicio de la subordinación colonial y la protección jurídica que limitase los abusos de los hispanocriollos. Precisamente, una característica fundamental de esta relación soberana feudal consistió en que las autoridades coloniales, considerándolos vasallos, mantuvieron el derecho de los cacicatos huilliche a gobernarse autónomamente. Los cacicatos huilliche durante estos años finales de la colonia fueron entendidos como una estructura de gobierno y representación huilliche, subordinada políticamente a la soberanía de la administración colonial española, con facultades políticas para resolver diversos asuntos internos y de relación política con las autoridades coloniales locales, como la compraventa de tierras, la administración de justicia, la integración en la vida religiosa católica, etc.
Este tratado constituye hasta ahora, un hito histórico para las comunidades de todo el Butahuillimapu, en tanto representa el acuerdo entre dos autoridades legítimamente constituidas que establecieron una forma de relación basada en un tratado. Por esta razón las comunidades siguen recordándolo cada año y reclaman aún su vigencia.

## Conmemoración
Las comunidades huilliches de la provincia de Osorno aún conmemoran el tratado que se llevó a cabo en el Parlamento de Las Canoas. En esta conmemoración, las comunidades indígenas de San Juan de la Costa y San Pablo llegan la ciudad de Osorno y se dirigen al Fuerte Reina Luisa; y en este lugar llevan a cabo una ceremonia de agradecimiento denominada efkutun. Igualmente en la plaza de armas de la ciudad de Osorno realizan una presentación artística donde se aprecia la música y baile de esta etnia.
La Junta General de Caciques de la Fütawillimapu, principal organización huilliche en la zona fundada en 1936, ha sustentado históricamente sus demandas en los compromisos de este parlamento.